# Ronald Pierce (Tontechniker)
Ronald Pierce (* 18. September 1909; † 5. März 2008 in Fort Mohave, Arizona, USA) war ein US-amerikanischer Tontechniker.

## Leben und Karriere
Pierce begann seine Karriere im Jahr 1944 in dem Film Enter Arsene Lupin, wurde aber generell bis 1960 nicht im Abspann erwähnt. Erstmals im Abspann erwähnt wurde er in dem Film Spartacus.
In den Jahren 1970 und 1973 wurde Pierce für einen Oscar in der Kategorie Bester Ton in den Filmen Airport und Der Clou nominiert. Den Oscar gewann er jedoch erst im Jahr 1974 mit dem Film Erdbeben.
Ein Jahr später zog sich Pierce als Tontechniker zurück und verstarb im Alter von 98 Jahren in Fort Mohave.

## Filmografie (Auswahl)
- 1946: Ich sing’ mich in dein Herz hinein (Because of Him)
- 1968: Die Unerschrockenen (Hellfighters)
- 1968: Nur noch 72 Stunden (Madigan)
- 1970: Airport
- 1970: Ein Fressen für die Geier (Two Mules for Sister Sara)
- 1971: Abrechnung in Gun Hill (Shoot Ou)
- 1971: Andromeda
- 1973: Der Clou (The Sting)
- 1974: Erdbeben (Earthquake)
- 1975: Tollkühne Flieger (The Great Waldo Pepper)